# Veleta de Källunge

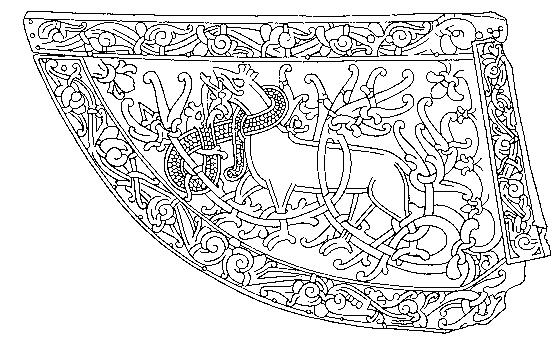
Detalle de la Veleta de Källunge.

La Veleta de Källunge es una pieza antigua que fue usada en la proa de un drakkar o una nave similar de los vikingos, entre los años 800 y 1050 en Suecia. Se encontró en el campanario de la iglesia de Källunge donde se usaba como veleta, hacia mediados del siglo XX. Mide unos 30 cm., la imagen representa una figura de un dragón al lado de dos serpientes entrelazadas y en el reverso una bestia mítica donde se entrelaza al cuello unas hojas de parra que se convierte en otra serpiente. El borde está decorado con lo que aparenta ser unos zarcillos.
Estos estandartes se fabricaban en cobre, bronce u otro tipo de metal dorado. Existen otras dos piezas similares que confirman el uso habitual de este tipo de simbología en las naves de guerra vikingas: la veleta de Söderala y la veleta de Heggen. La teoría es que estas piezas fueron precursoras del estandarte del cuervo, aunque sigue en entredicho si se consideran las banderas más antiguas del mundo.
Actualmente se encuentra emplazada en el Museo de Gotlands Fornsal  de Visby.